# Cochylidia
Cochylidia es un género de polillas de la familia Tortricidae.

## Especies
- Cochylidia altivaga Diakonoff, 1976
- Cochylidia contumescens (Meyrick, 1931)
- Cochylidia heydeniana (Herrich-Schaffer, 1851)
- Cochylidia implicitana (Wocke, in Herrich-Schffer, 1856)
- Cochylidia liui Ying-Hui Sun & H.H. Li, 2012
- Cochylidia moguntiana (Rössler, 1864)
- Cochylidia multispinalis Ying-Hui Sun & H.H. Li, 2012
- Cochylidia oblonga Y.Q. Liu & X.S. Ge, 2012
- Cochylidia richteriana (Fischer von Röslerstamm, 1837)
- Cochylidia rupicola (Curtis, 1834)
- Cochylidia subroseana (Haworth, [1811])